# Xylopriona unguifera
Xylopriona unguifera är en tvåvingeart som beskrevs av Berest och Boris Mamaev 1996. Xylopriona unguifera ingår i släktet Xylopriona och familjen gallmyggor. Inga underarter finns listade i Catalogue of Life.